# Mean Disposition
Mean Disposition är femtonde och sista spåret på Rolling Stones album Voodoo Lounge, släppt 12 juli 1994. Den rockabillyinspirerade låten spelades in i juli - augusti och november - december 1993 och skrevs av Mick Jagger och Keith Richards. Låten är en av de första där inte Bill Wyman medverkar som basist.
Texten handlar om ett förhållande som håller på att rämna, där ingen av parterna litar på varandra. "She's got a mean disposition / She's got a big shooter too" ("Hon har ett elakt sinnelag / Hon har ett rejält skjutvapen också") lyder en av refrängerna på den fyra minuter och nio sekunder långa låten.

## Medverkande musiker
- Mick Jagger - sång
- Keith Richards - elgitarr
- Ron Wood - elgitarr
- Charlie Watts - trummor
- Darryl Jones - elbas
- Chuck Leavell - piano